# Структура вілли за даними Катона

## Структура
За даними Катона, римського письменника і політика, вілла (villa) мала певну структуру, що включала різні частини та приміщення. Ось загальна структура вілли за згадками Катона:
1. Резиденційна будівля (domus): Це головний будинок вілли, де проживали власники. Він складався з різних кімнат, включаючи спальні, приймальні, кухню та інші приміщення. Це була центральна частина вілли, де господарі проводили свій час і приймали гостей[1].
2. Аграрні споруди: Вілла мала значну територію, призначену для сільськогосподарської діяльності. Ця частина включала поля, сади, виноградники, сінокоси та інші аграрні ділянки. Тут працювали раби та наймані працівники.
3. Фермерські споруди: Вілла також мала спеціальні споруди для зберігання сільськогосподарських продуктів і утримання тварин. Це могли бути амбари, склади, стайні та інші споруди, де зберігалися зерно, вина, олія, молоко та інші сільськогосподарські продукти.
4. Бані та термальні споруди: Катон згадує, що деякі вілли мали свої бані та термальні споруди. Це були місця для релаксації та гігієни, де люди могли насолоджуватися теплом та водними процедурами.
5. Парки та сади: Вілла включала також природні території, такі як парки та сади, де можна було відпочити, насолодитися природою та витратити час на прогулянки

## Резиденційна будівля та її структура
Загалом, резиденція за Катоном мала бути просторою та функціональною. Вона могла включати такі елементи:
1. Атріум: Це центральний внутрішній двір, оточений галереями або колонадами. Атріум може бути відкритим або має бути покритим дахом. Він слугував основним вестибюлем будівлі і був місцем зустрічей і прийому гостей.
2. Перистиль: Це зелений внутрішній двір, оточений колонадами або портиками. Він мав садовий характер і міг включати фонтани, скульптури та інші декоративні елементи.
3. Резиденційні крила: Будівля могла мати крила, які містили житлові приміщення, такі як спальні, їдальні, кабінети та інші приміщення для побуту та розваг.
4. Природні місця: Резиденція могла мати природні місця, такі як сади, виноградники, садиби для тварин, овочеві городи та інші елементи природного ландшафту.
5. Вежі та оборонні споруди: Залежно від місця розташування резиденції, вона може мати вежі або оборонні споруди для захисту від потенційних загроз

## Аграрні споруди
Аграрні споруди в рамках резиденції за Катоном Старшим включали різноманітні об'єкти та споруди, пов'язані з сільським господарством та сільськогосподарською діяльністю. Оскільки Катон був прихильником сільського господарства та займався ним самостійно, аграрні споруди відігравали важливу роль у його резиденції.                                                                                                             Деякі аграрні споруди, які могли входити до складу резиденції, включали:
1. Ферми та сільськогосподарські споруди: Це можуть бути приміщення для зберігання сільськогосподарських продуктів, стайні для тварин, амбари для зберігання сіна та зерна, млини для обробки зерна та інші споруди, пов'язані з сільськогосподарською діяльністю.
2. Виноградники та винокурні: Катон був відомим виноробом, тому його резиденція могла включати виноградники та споруди для виробництва вина, такі як преси, винокурні та підвали для зберігання вина.
3. Овочеві сади та садиби: В резиденції можуть бути облаштовані овочеві сади та садиби для вирощування різних видів овочів, фруктів та трав.
4. Сади та парки: Резиденція могла включати різні сади та парки з декоративними рослинами, кущами, квітами та фонтанами.
5. Рибні ставки: У складі резиденції могли бути рибні ставки, де займалися рибальством та вирощуванням риби.

Важливо відзначити, що конкретна структура аграрних споруд в резиденції за Катоном Старшим може варіюватися залежно від його особистих вподобань, господарських потреб та місця розташування резиденції. Детальніша інформація може бути знайдена в літературних джерелах, що вивчають життя та діяльність Катона Старшого.

## Фермерські споруди
Згідно з Катоном Молодшим, фермерські споруди повинні бути добре організовані і відповідати потребам сільськогосподарської праці. Деякі з головних фермерських споруд, які він згадував, включали:
1. Фармація (villa rustica): Це була основна фермерська будівля, де фермер та його сім'я мешкали. Вона складалася з житлових приміщень, складських приміщень для зберігання продуктів, кухні та інших необхідних приміщень.
2. Господарські приміщення: Вони включали стайні для худоби, курники для птахів, амбари для зберігання зерна та сіна, сушарки для сушіння зерна та фруктів, а також верстатні майстерні для виготовлення та ремонту сільськогосподарського інструменту.
3. Фермерські сади та огороди: Цатон Молодший підкреслював важливість наявності плодових садів, виноградників і огородів на фермерській землі. Вони забезпечували необхідні овочі, фрукти та виноград для споживання фермером та його сім'єю.
4. Водні споруди: До фермерських споруд можуть належати криниці, ставки та системи для збирання та зберігання води. Вони забезпечували необхідний водопостачання для сільськогосподарських потреб, таких як поливання полів та питна вода для тварин.

## Бані та термальні споруди
Катон рекомендував будувати бані і термальні споруди на фермерській землі з метою забезпечити відпочинок та благополуччя для фермерів та їх сімей. Він вважав, що регулярне користування банями та термальними ваннами має корисний вплив на здоров'я та загальний стан людини.Про конкретні деталі щодо архітектури та організації бань та термальних споруд за даними Катона у нас недостатньо інформації. Однак, його твори свідчать про те, що такі споруди були важливою частиною сільського життя в давньому Римі та сприяли фізичному та психологічному благополуччю селян.

## Парки та сади
Катон сприяв розвитку сільського господарства через впровадження раціональних методів обробітку ґрунту та догляду за рослинами. Він рекомендував вирощувати фруктові дерева, виноградники та інші корисні рослини в парках та садах. Катон відзначав, що такі споруди не тільки прикрашають садиби, але й забезпечують плодоношення рослин, надають тінь, притулок від вітру та створюють природне середовище для різних видів тварин.